# Cuando Buenos Aires se adormece
Cuando Buenos Aires se adormece es una película en blanco y negro de Argentina dirigida por Dino Minitti sobre el guion de Carlos Pérez Cánepa que se hallaba en laboratorios desde junio de 1955 pero que nunca llegó a estrenarse. Tuvo como protagonistas a Francisco de Paula, Diana Ingro, Enrique Chaico y Alita Román y fue filmada íntegramente en escenarios naturales.

## Reparto
Intervinieron en el filme los siguientes intér´retes:
- Francisco de Paula
- Diana Ingro
- Enrique Chaico
- Alita Román
- Héctor Armendáriz